# Magno Massimo
Magno Massimo, anche noto come Magno Clemente Massimo e Massimiano (Hispania, 335 circa – Aquileia, 28 agosto 388), è stato un generale e politico romano, Imperatore romano dal 383 al 388 quando, sconfitto, venne condannato a morte dall'imperatore Teodosio I.
La figura di Magno Massimo, rielaborata e romanzata, entrò a far parte del ciclo bretone attraverso uno dei racconti del Mabinogion in cui il condottiero viene indicato con il nome di Macsen Wledig.

## Biografia

### Ascesa al potere
Originario della Hispania come l'imperatore Teodosio I (379-395), Massimo aveva combattuto con lui nella campagna in Britannia (probabilmente nel 368-369, quando Teodosio sconfisse popolazioni giunte dalla Scozia e dall'Irlanda); qui si era distinto per le sue qualità militari contro i Pitti e gli Unni.
Massimo fu proclamato imperatore nella primavera del 383 dalle legioni di stanza in Britannia: le ragioni dello scontento erano l'ammissione nell'esercito romano di contingenti di barbari, in particolare Alani, assunti con paghe elevate. Sbarcato in Gallia, affrontò in battaglia l'imperatore Graziano, nei pressi di Parigi; dopo cinque giorni di scaramucce, lo scontro fu deciso dal passaggio della cavalleria dei Mauritani seguite da altre truppe di Graziano a Massimo. Graziano fuggì allora verso sud, ma venne raggiunto presso Lugdunum dal magister equitum Andragazio e lì ucciso (25 agosto 383).

### Regno
A questo punto, Magno Massimo divenne padrone della Gallia, della Britannia e della Hispania, ma non osò muovere guerra al giovane imperatore Valentiniano II (371-392), fratellastro di Graziano e signore dell'Italia e dell'Africa, perché questi era amato dalle legioni e protetto dal generale Bautone. Massimo pose la propria capitale ad Augusta Treverorum (moderna Treviri) ed inviò una ambasciata a Teodosio, imperatore in Oriente, per proporre un trattato di amicizia. In quel momento Teodosio era preoccupato per gli avvenimenti della frontiera orientale, dove i Persiani avevano rotto il trattato con Costantinopoli e premevano sui confini. Pertanto, pur desideroso di vendicare il cugino Graziano (a cui, tra l'altro, era debitore del titolo imperiale), ritenne più opportuno non impegnarsi, per ora, su altri fronti, ed accettò di riconoscere Massimo imperatore, confermandogli la sovranità sulla prefettura gallica e riconoscendolo console per il 384, ma solo in Occidente; acconsentì inoltre che fossero erette statue di Massimo a fianco a quelle a lui stesso dedicate.
Ma in Italia regnava ancora Valentiniano II, e poiché l'Impero d'Occidente era ancora formalmente unitario, Magno Massimo sapeva che quando costui avesse raggiunto la maggiore età avrebbe certamente tentato di far valere la legittimità del suo diritto dinastico a regnare su tutto l'Occidente, probabilmente appoggiato da Teodosio.
Magno Massimo cercava dunque ogni pretesto per inasprire i rapporti con Valentiniano; si inserì anche nella diatriba tra ariani e cattolici, appoggiando questi ultimi, mentre Valentiniano (o piuttosto la madre Giustina, che esercitava di fatto il potere a causa della minore età del sovrano) perseguiva una politica favorevole agli ariani. Nel 384 dette udienza nell'Aula Palatina di Augusta a Martino di Tours, che perorò la causa di Priscilliano, dichiarato eretico dal primo concilio di Saragozza e accusato da alcuni vescovi spagnoli dopo essersi rifugiato in Hispania. L'anno successivo, però, ordinò la decapitazione di Priscilliano, dietro istigazione dei vescovi spagnoli (si trattò del primo cristiano ucciso per eresia). Ma l'uomo che per diversi anni riuscì a mantenere il fragile equilibrio tra i due sovrani fu il vescovo di Milano Ambrogio, la cui fortissima personalità e il riconosciuto carisma gli consentirono, nonostante le divergenze religiose, di affiancare l'imperatrice Giustina come tutore del giovane imperatore.
Ancora nel 385-386 le relazioni tra Massimo e Teodosio si svolgevano su un tenore conciliante, forse perché Teodosio, impegnato a risolvere i problemi con l'impero persiano, era anche preoccupato dalla rivolta di Gildone in Africa: nel 386, infatti, il prefetto del pretorio di Gallia di Massimo, Euodio, esercitò il consolato assieme al figlio di Teodosio, Onorio, venendo riconosciuto anche nei territori dell'Impero d'Oriente.

### La guerra con Teodosio
Ma la fragile pace non poteva reggere, e la diplomazia cedette il passo a scaramucce e provocazioni. Giunse il momento in cui Massimo non si preoccupava neanche più di celare le sue ambizioni ed il fastidio per l'opera conciliante di Ambrogio e per il continuo rafforzamento delle guarnigioni di truppe a difesa dei valichi alpini, che sembravano (e certamente erano) predisposte appositamente contro di lui. L'occasione per la mossa decisiva gli fu offerta da un'infiltrazione di barbari nella regione della Pannonia, e riuscì a convincere Donnino, l'ambasciatore di Valentiniano, ad accettare l'invio di un contingente di rinforzi per fronteggiare l'invasione. Dopo aver scritto al nuovo vescovo romano Siricio, per una sorta di benestare all'intervento contro la corte di Milano che si professava apertamente ariana, nell'estate del 387 Magno Massimo varcò le Alpi (i cui valichi erano stati liberati per far passare i rinforzi) con un esercito ben più numeroso di quanto ufficialmente pattuito, e si presentò sotto le mura di Milano. Valentiniano, la sorella Galla e la madre, che solo all'ultimo momento si resero conto di quanto stava accadendo, furono costretti a fuggire ed a rifugiarsi prima ad Aquileia e poi a Tessalonica presso Teodosio.
Il momento non poteva essere meno propizio per Massimo. Da pochi mesi infatti Teodosio aveva concluso la pace con l'impero persiano, ed era dunque libero da quelle preoccupazioni, e d'altra parte l'ambasciata di Magno Massimo, che dichiarava di aver agito solo in nome della difesa della fede cattolica cadde nel vuoto in quanto, morta molto presto Giustina, Valentiniano si convertì al cattolicesimo e Teodosio, rimasto da qualche tempo vedovo, sposò sua sorella Galla.
Nel giro di pochi mesi da tutto l'impero vennero reclutate truppe per l'esercito teodosiano, una parte del quale, al comando di Arbogaste, mosse direttamente verso la Gallia per affrontare Vittore, il figlio di Magno Massimo lasciato a presidio del territorio, mentre il grosso, agli ordini dello stesso Teodosio, puntava verso Siscia (l'odierna Sisak), in Pannonia, quartier generale di Massimo. Valentiniano, nel frattempo, puntava verso Roma via mare.
Messo alle strette, Magno Massimo tentò la strada del complotto, ma i suoi emissari, che avrebbero dovuto fomentare la ribellione tra le truppe barbare di Teodosio ed uccidere lo stesso imperatore, furono scoperti ed uccisi.
La marcia senza ostacoli dell'esercito teodosiano colse di sorpresa la guarnigione di Siscia, che fu travolta (battaglia della Sava); nella successiva battaglia di Poetovio le truppe di Massimo furono sbaragliate. Con le poche truppe rimaste fedeli, anche a causa delle continue defezioni in favore dell'esercito teodosiano, Massimo si rifugiò ad Aquileia. Ma i rinforzi dalla Gallia non potevano arrivare perché impegnati dalle truppe di Arbogaste, dall'Italia l'usurpatore gallico non godeva di molti consensi e d'altra parte le truppe barbare erano per loro natura propense a stare dalla parte del vincitore, che poteva assicurare un cospicuo bottino. Teodosio arrivò prima che Massimo potesse concepire un piano di difesa, e pochi giorni di assedio furono sufficienti perché la guarnigione e la cittadinanza si ribellassero. Massimo fu catturato e portato a Teodosio, che lo abbandonò alla furia omicida dei soldati. In Gallia Vittore fu sconfitto e ucciso forse dallo stesso Arbogaste, mentre la flotta teodosiana distruggeva quella di Massimo, al cui comando era Andragazio, l'esecutore materiale dell'assassinio di Graziano, che si suicidò gettandosi in mare.

### Discendenti
Non è nota la fine della sua famiglia, della quale solo una parte gli sopravvisse, in particolare la moglie e le figlie; alcuni suoi discendenti continuarono ad occupare posti importanti.
La storiografia gli assegna come figlio Flavio Vittore, nominato "Augusto" dal padre e ucciso da Arbogaste nel 388. Una possibile figlia di Massimo, Sevira, è citata sulla Colonna di Eliseg, una colonna iscritta alto-medioevale in Galles, che afferma che Sevira sposò Vortigern, re dei Britanni. Un'altra figlia, Maxima, fu forse data in sposa a Ennodio, proconsole d'Africa (395); il loro nipote fu Petronio Massimo, che regnò su Roma per 77 giorni prima di essere lapidato durante la fuga in occasione del Sacco di Roma da parte dei Vandali (24 maggio 455). Altri discendenti sono Anicio Olibrio, imperatore nel 472, e diversi consoli e vescovi, tra cui Magno Felice Ennodio (473-521), vescovo di Pavia.

## Nel folklore e nella letteratura gallese

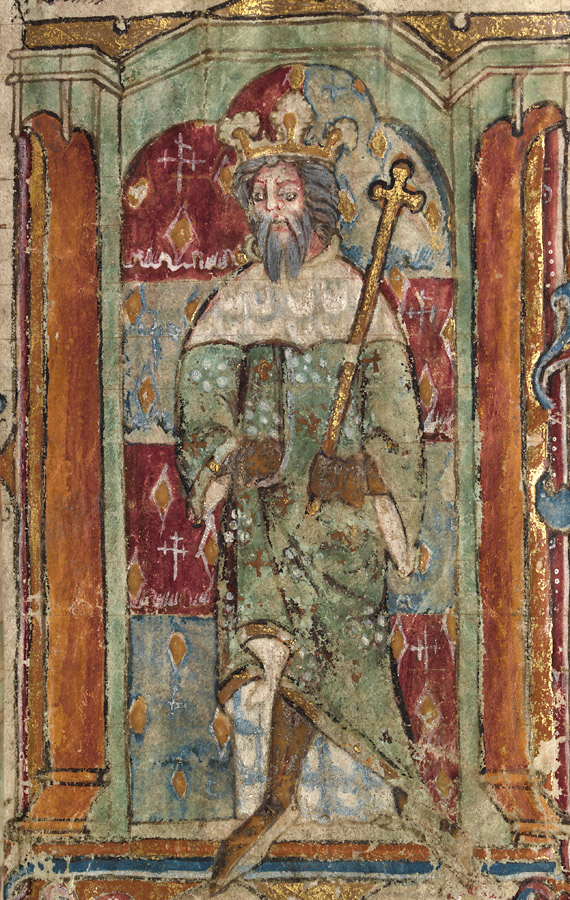
Miniatura del Libro delle Ore di Llanbeblig raffigurante un re, probabilmente Magno Massimo

Nella sua semi-leggendaria Historia Regum Britanniae, Goffredo di Monmouth fa di Magno Massimo (in gallese Macsen Wledig) un re dei britanni che salì al potere dopo Ottavio il Vecchio, nonché nipote di re Coel Hen.
Secondo la Historia Regum Britanniae, Ottavio, re dei britanni, voleva dare in moglie sua figlia a un potente mezzo-romano o mezzo-britannico (vedi Romano-Britannici), al quale, in dote, sarebbe andato anche il trono. Caradoc, duca di Cornovaglia, appoggiò queste nozze e allora Magno Massimo lasciò Roma alla volta della Britannia, saccheggiando col suo esercito diverse città dei franchi. Invase poi Southampton, combattendo accidentalmente contro un'armata di britanni. Dopo alcune trattative, salì sul trono britannico.
La narrazione di Goffredo di Monmouth coincide, nei suoi tratti essenziali, con una fonte contemporanea, ma probabilmente più antica della letteratura gallese come il Breuddwyd Macsen Wledig (in italiano Il sogno di Macsen Wledig), uno dei racconti del Mabinogion.
Secondo il racconto contenuto nel Mabinogion, Magno Massimo, divenuto imperatore romano, vide in sogno una terra sconosciuta e mirabile ove sorgeva il castello di un re, della cui bellissima figlia rimase perdutamente infatuato. Dopo aver cercato invano di rintracciare i luoghi del sogno, Macsen accettò l'invito di recarsi in Britannia da parte del re Eudaf Hen (Ottavio nell'Historia di Goffredo di Monmouth) che desiderava offrirgli in sposa sua figlia Elena al fine di congiungere la sua discendenza a quella imperiale romana. Lasciata Roma, alla testa delle sue legioni, Macsen venne inizialmente ritenuto erroneamente un invasore e giunse ad un passo dallo scontro militare con Kynan Meriadec, nipote del re Eudaf, ma chiarito l'equivoco riconobbe infine i luoghi del sogno e nella figlia del re bretone la donna che gli era stata destinata in sposa. Dopo essersi sposato con Elena e aver ereditato il regno condusse con lei le legioni alla conquista della Gallia.
Secondo le genealogie ricavabili dalla tradizione popolare gallese e da altri racconti del Mabinogion come Chwedl Gereint vab Erbin ("l'avventura di Gereint figlio di Erbin"), Elena avrebbe generato almeno cinque figli (Owain, Anwn, Custennin, Gratianna, Severa), i primi tre dei quali divennero sovrani di diverse aree del Galles.
Secondo le fonti gallesi, Massimo sarebbe stato il responsabile del ritiro delle truppe romane dal Galles, 22 anni prima della partenza dei romani dalla Britannia. Dopo cinque anni di regno, invase in armi la Gallia, sconfiggendo il re dell'Armorica e uccidendo migliaia di persone. Prima di tornarsene in patria, chiamò il nipote ribelle di Ottavio, Conanus (in gallese Kynan Meriadec e in francese Conan Meriadoc) e gli chiese di regnare su quella terra, che divenne la Bretagna (cioè Piccola Britannia).
Tutte queste fonti traggono forte ispirazione o sono parte esse stesse, come il Mabinogion, del folklore e della mitologia gallese, ed è difficile separare i fatti reali da quelli leggendari (questi ultimi comunque prevalenti sui primi). Personaggi ed eventi sono considerati attualmente, in gran parte, storicamente inattendibili, nonostante i documenti che li riguardano rimangano decisivi nella genesi del ciclo arturiano che ha avuto una influenza consistente nella produzione letteraria e folkloristica europea dal Medioevo fino a oggi.

### Fonti primarie
- Zosimo, Historia Nea, iv

### Fonti secondarie
- Lendering, Jona, "Magnus Maximus" Archiviato l'8 agosto 2007 in Internet Archive., Livius.org
- Andrea Frediani, Gli ultimi condottieri di Roma, Newton & Compton, Roma, 2001